# Las Fuentes Yeche
Las Fuentes Yeche är en ort i Mexiko, tillhörande kommunen Jocotitlán i den nordvästra delen av delstaten Mexiko. Orten hade 357 invånare vid folkräkningen 2010.